# Marais de la Seudre
Les marais de la Seudre constituent un ensemble d'espaces palustres situés aux abords de la Seudre, au sud-ouest du département de la Charente-Maritime, en région Nouvelle-Aquitaine. 
Formant un espace d'une grande diversité au point de vue floristique comme au point de vue faunistique, ils couvrent environ 12 000 hectares, entre Marennes, Saujon et la presqu'île d'Arvert, et sont un site d'importance communautaire (SIC) dans le cadre du réseau de sites naturels ou semi-naturels de l'union européenne Natura 2000.

## Description
Les marais de la Seudre ont pris la place d'un vaste golfe marin qui s'étendait entre pays d'Arvert et de Marennes il y a encore quelques siècles, séparé du golfe des Santons (aujourd'hui, marais de Rochefort) par une mince péninsule portant Marennes, Saint-Just-Luzac, Saint-Sornin et Le Gua. À l'époque romaine, ce vaste ensemble est converti en salines, qui font la richesse du pays de Saintonge jusqu'à une date fort récente. À partir du XVIIe siècle, on commence à transformer une partie des marais en bassins ostréicoles, activité qui prend le pas sur toutes les autres à compter du XIXe et plus encore au XXe siècle. Les salines deviennent des « claires » ou bassins d'affinage, où les huîtres de Marennes-Oléron acquièrent leur saveur typique.

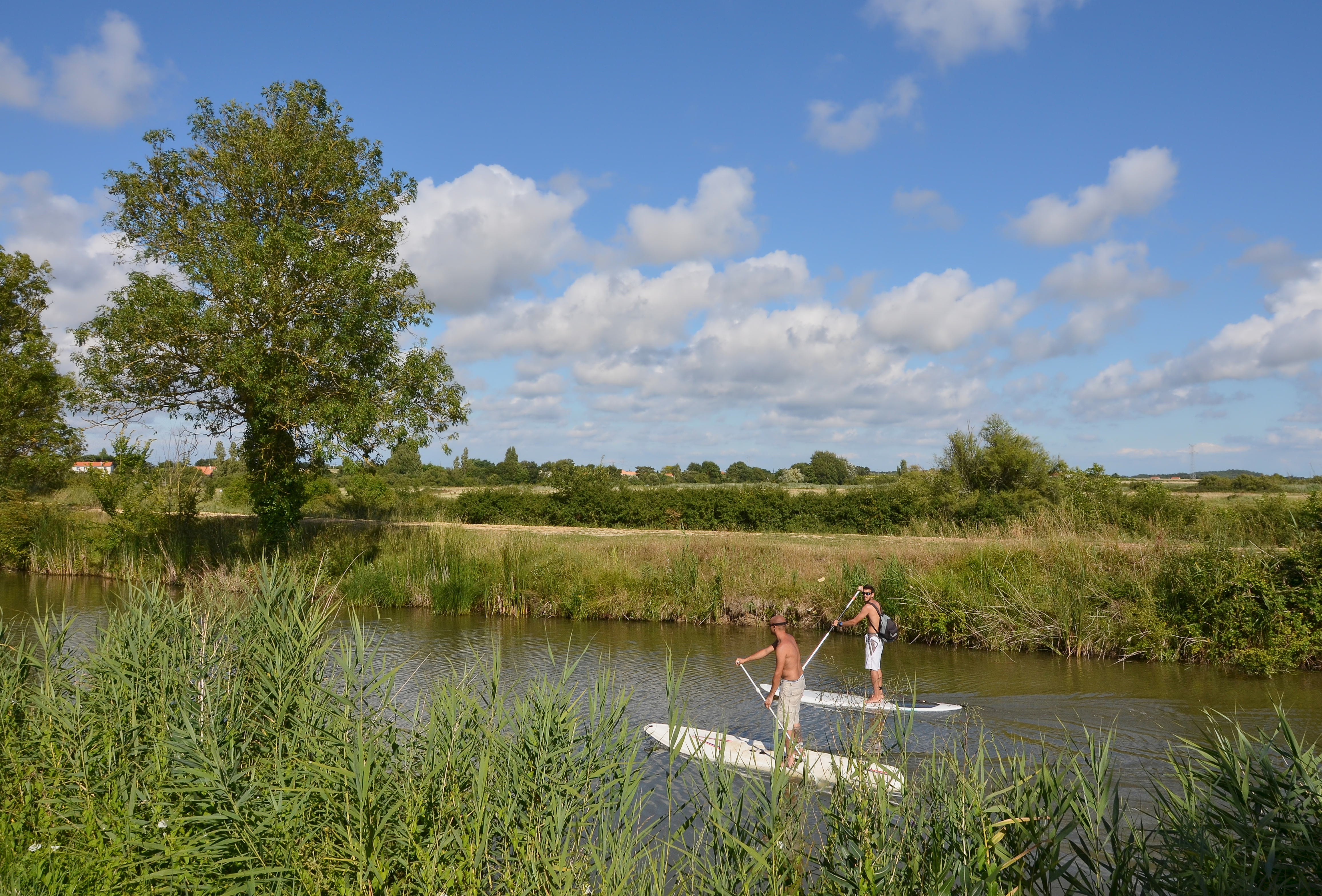
Stand up paddle sur le Canal de la Bridoire à Marennes.

En marge des bassins ostréicoles, de nombreux petits marais sont riches d'une faune et d'une flore variées. Prairies humides, vasières tidales et prés salés sillonnés de chenaux forment un ensemble plus complexe qu'il n'y paraît au premier abord. Parmi les habitats les mieux représentés figurent notamment les prairies humides de type méditerranéen, les prés salés atlantiques, les fourrés halophiles et les forêts alluviales, auxquels s'ajoutent vasières et lagunes côtières vers l'embouchure de l'estuaire, entre Arvert, La Tremblade et La Cayenne.
Fréquentés par de nombreuses espèces d'oiseaux — les marais de la Seudre constituent une zone de premier plan pour ce qui est de la reproduction de l’avifaune locale ou migratrice (grande aigrette, cigogne, busard cendré, faucon pèlerin, plongeon catmarin, etc.), le site l'est aussi par de nombreux amphibiens et des mammifères, comme la loutre, relativement peu courante dans la région. Les marais sont aussi un conservatoire d'espèces botaniques rares ou menacées, comme la renoncule à feuilles d'ophioglosse, la lavande de mer, l'armoise maritime ou encore l'orchis des marais.
Des sentiers de promenade ont été mis en place en plusieurs endroits, afin de permettre au plus grand nombre de découvrir ces espaces naturels uniques. Les chemins de la Seudre, itinéraires touristiques issus d'une collaboration entre le conseil général de la Charente-Maritime, la communauté d'agglomération Royan-Atlantique et la communauté de communes de Marennes, traversent les marais entre Dercie (hameau du Gua), Saint-Just-Luzac et Marennes. Autres sentiers de promenade, les taillées de La Lande à Saujon et les sentiers pédestres en presqu'île d'Arvert offrent au visiteur de mieux appréhender ces milieux naturels.

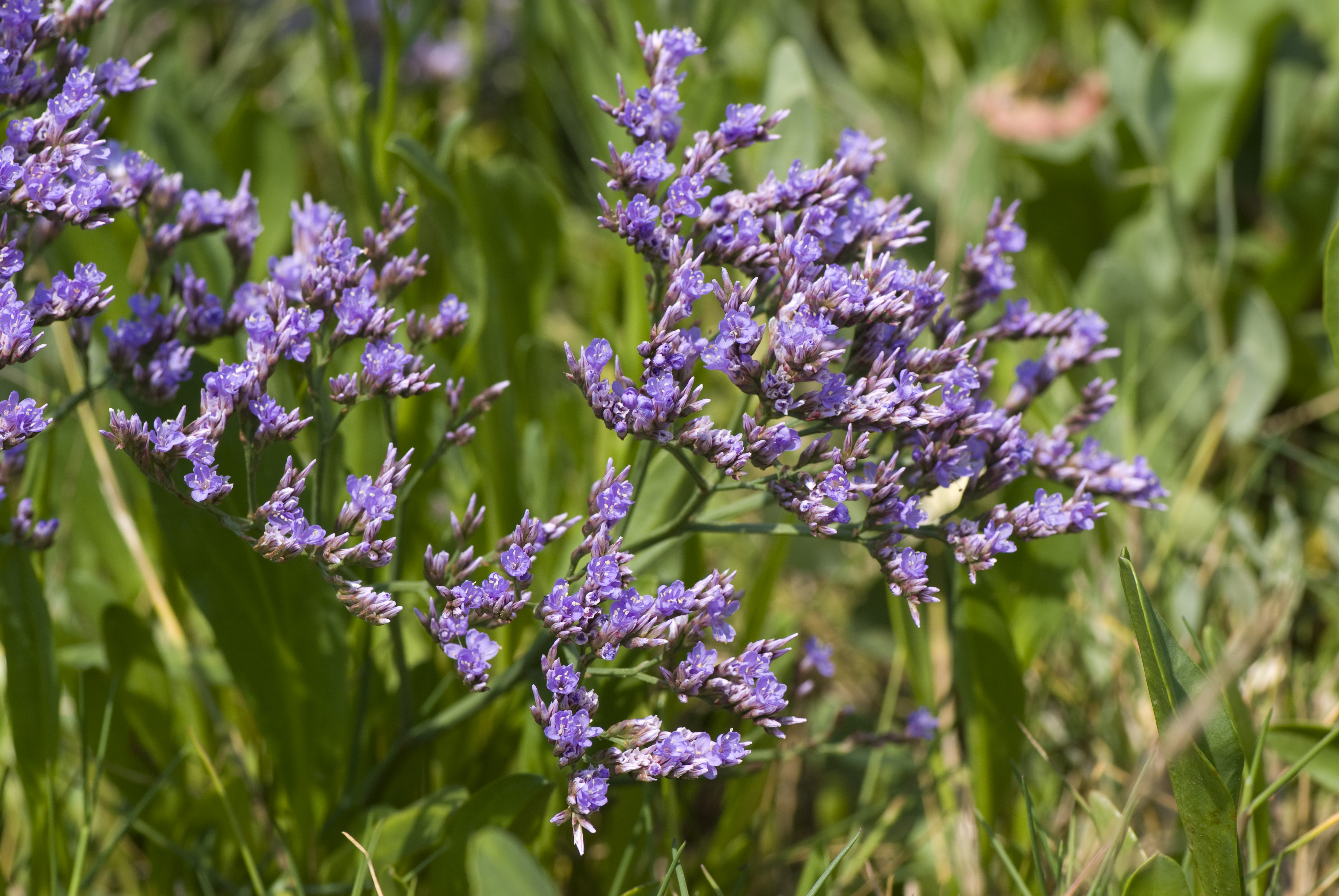
La lavande de mer, une des nombreuses espèces botaniques à s'épanouir dans les marais de la Seudre.
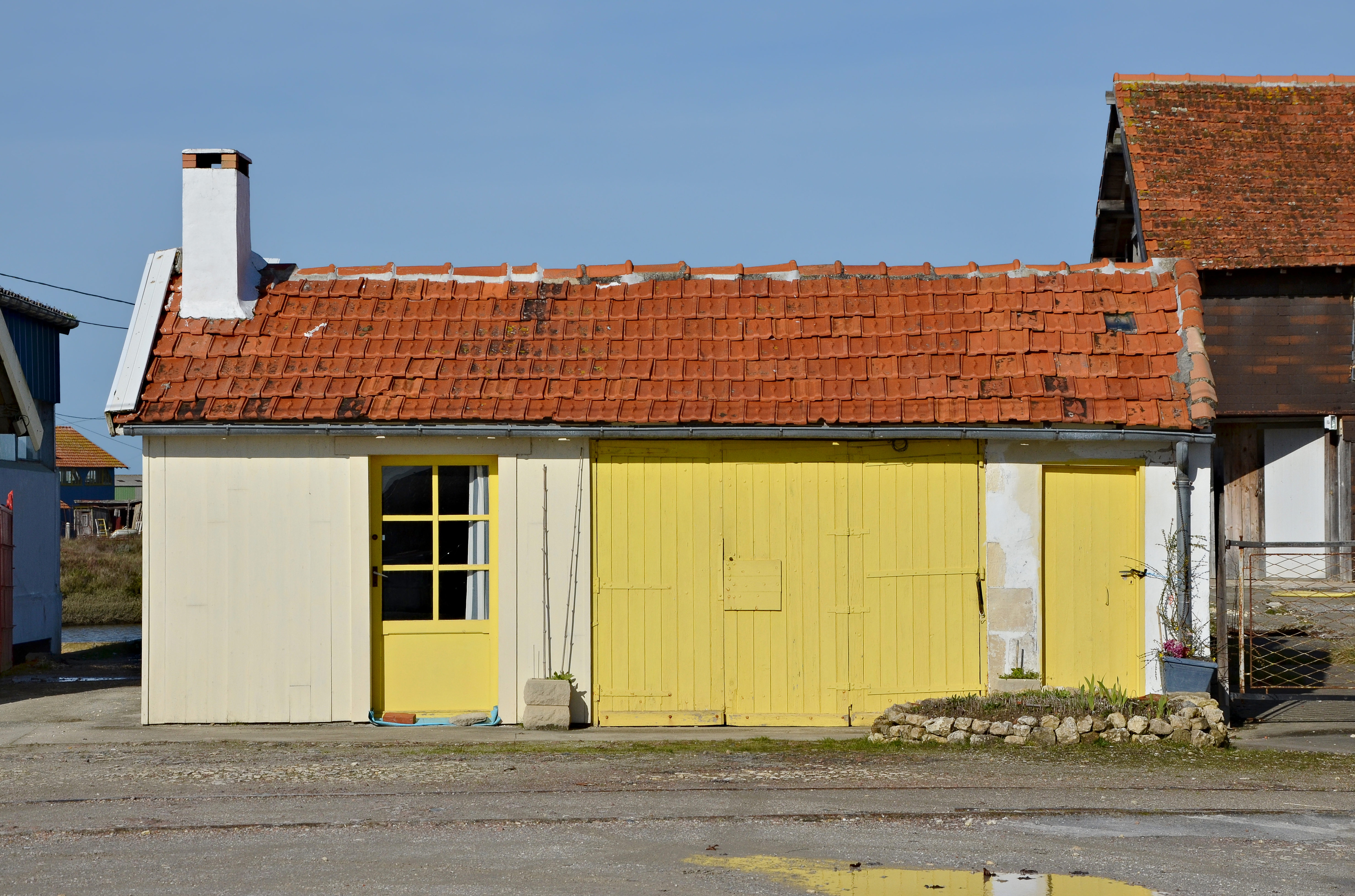
Cabane ostréicole traditionnelle au port de La Grève, à La Tremblade.
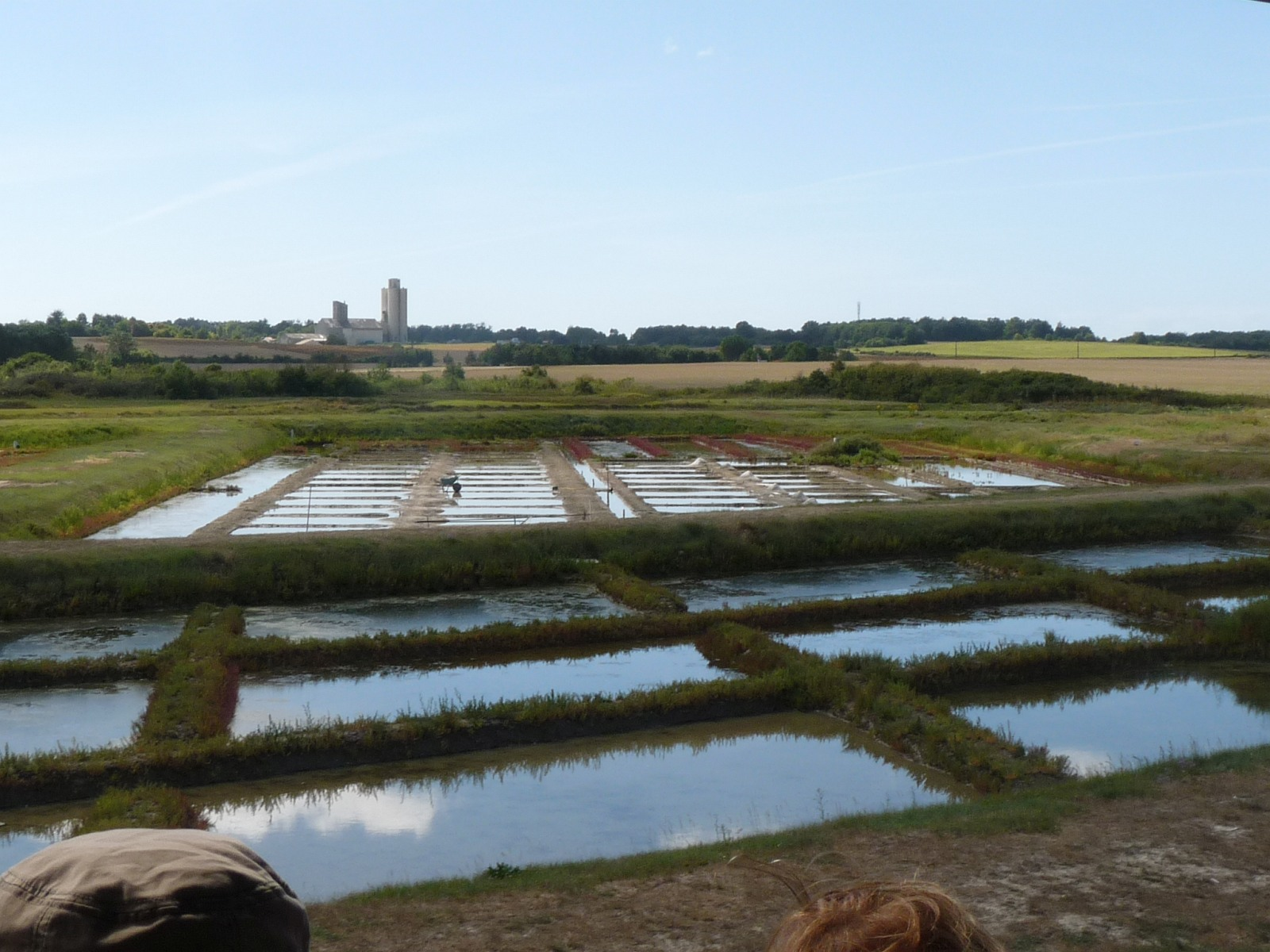
Marais salant à Mornac-sur-Seudre.
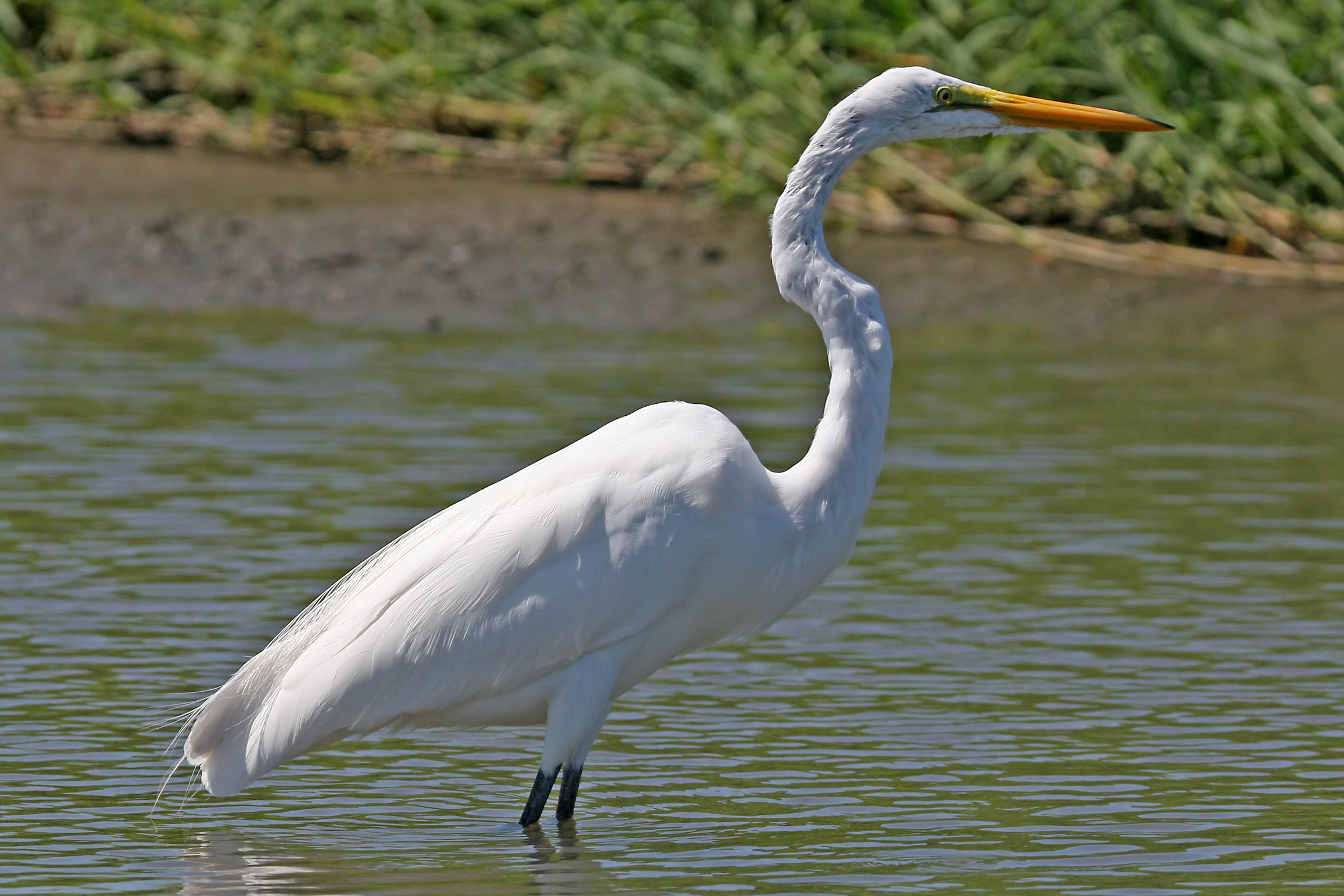
La grande aigrette, une espèce d'échassiers commune dans les marais.